# Frank McAvennie
Frank McAvennie (Glasgow, 22 de novembro de 1959) é um ex-futebolista escocês.

## Carreira
Frank McAvennie competiu na Copa do Mundo FIFA de 1986, sediada no México, na qual a seleção de seu país terminou na 19º colocação dentre os 24 participantes.